# Pipreola aureopectus
El frutero pechidorado (en Colombia)  (Pipreola aureopectus), también denominado granicera pechidorada (en Venezuela) o granicera de pecho dorado,  es una especie de ave paseriforme de la familia Cotingidae perteneciente al género Pipreola. Es nativo del norte y noroeste de América del Sur.

## Distribución y hábitat
Se distribuye de forma fragmentada en los Andes del occidente de Colombia, en el norte y oeste de Colombia y este de Venezuela y en la cordillera de la Costa del norte de Venezuela.
Esta especie es considerada bastante común (excepto en el oeste de Colombia, donde aparentemente es rara y local), en su hábitat natural, el estrato medio y bajo de bosques montanos subtropicales o tropicales, principalmente entre los 1000 y 2300 m de altitud.

## Estado de conservación
Por causa de la extensión de la zona en la que habita y el tamaño de su población es considerada una especie bajo preocupación menor.

## Sistemática

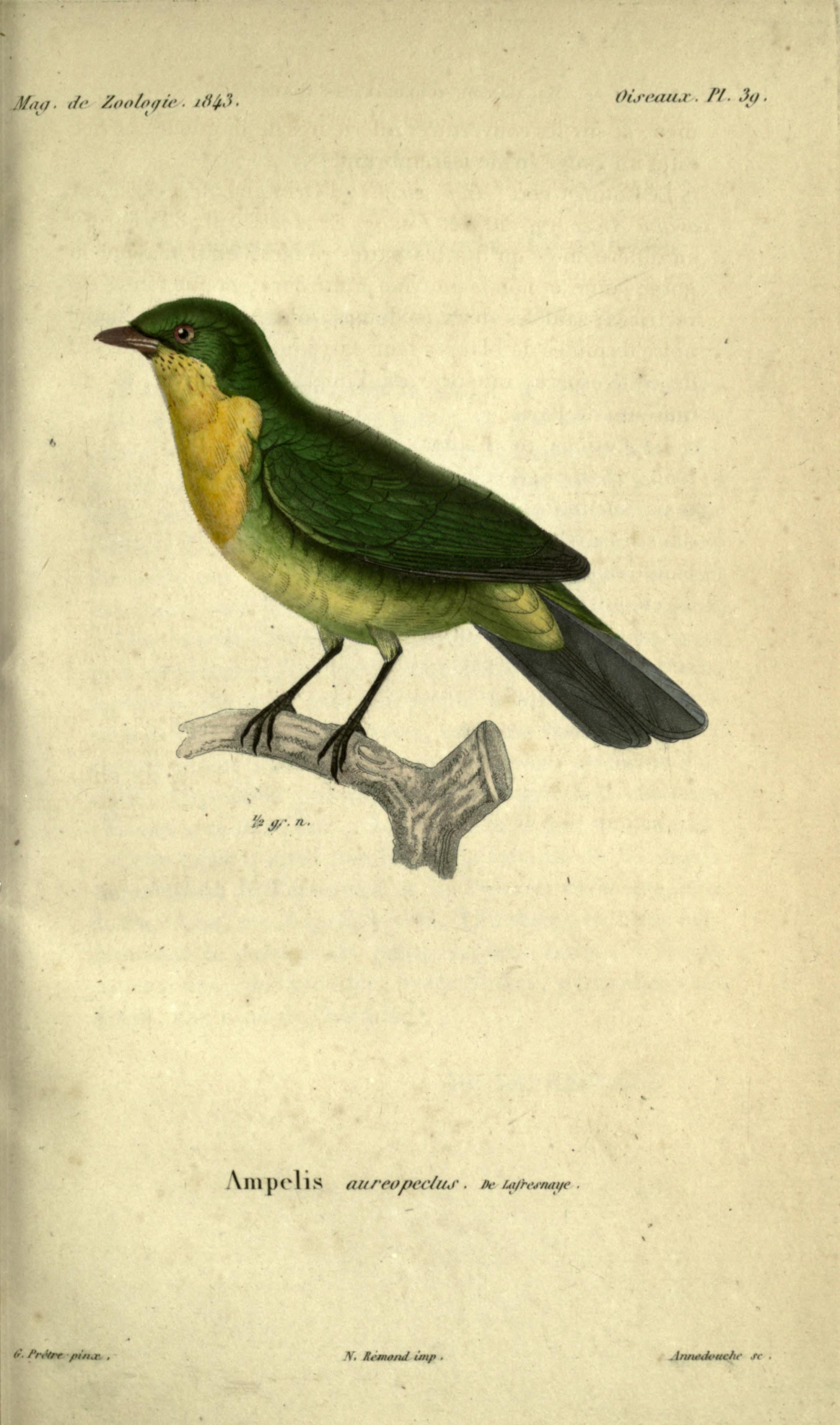
Ampelis aureopectus, macho, ilustración en Magazin de Zoologie, 1843.

### Descripción original
La especie P. aureopectus fue descrita por primera vez por el naturalista francés Frédéric de Lafresnaye en 1843 bajo el nombre científico Ampelis aureo-pectus; la localidad tipo es «Bogotá, Colombia».

### Etimología
El nombre genérico femenino «Pipreola» es un diminutivo del género Pipra, demostrando alguna afinidad entre los mismos; y el nombre de la especie «aureopectus», se compone de las palabras del latín «aureus» que significa ‘dorado’, y «pectus, pectoris» que significa ‘pecho’.

### Taxonomía
Es pariente próxima con Pipreola lubomirskii, P. jucunda y P. pulchra; todas tratadas algunas veces como conespecíficas, pero difieren bastante en el plumaje y no hay indicaciones de intergradación entre ellas. Se sobrepone con P. jucunda en el suroeste de Colombia (Nariño), sin intergradación. Las poblaciones de la parte sur de los Andes occidentales están incluidas en la nominal, pero pueden representar una subespecie separada, no descrita.

### Subespecies
Según las clasificaciones Clements Checklist/eBird, y el Congreso Ornitológico Internacional (IOC) se reconocen tres subespecies, con su correspondiente distribución geográfica:
- Pipreola aureopectus decora Bangs, 1899 – Sierra Nevada de Santa Marta, en el norte de Colombia.
- Pipreola aureopectus aureopectus (Lafresnaye, 1843) – Andes del norte y oeste de Colombia y Venezuela (hacia el este hasta Lara), y Serranía del Perijá (en la frontera entre Colombia y Venezuela).
- Pipreola aureopectus festiva (Todd, 1912) – cordillera de la Costa del norte de Venezuela (de Carabobo hacia el este hasta Aragua).